# Heppnerographa arammclaina
Heppnerographa arammclaina är en fjärilsart som beskrevs av Józef Razowski 1987. Heppnerographa arammclaina ingår i släktet Heppnerographa och familjen vecklare. Inga underarter finns listade i Catalogue of Life.